# 乔丹·彼得森
乔丹·伯恩特·彼得森（英語：Jordan Peterson，1962年6月12日—）是加拿大多伦多大学的心理学教授，临床心理学家和文化批评家。他的主要研究领域是异常心理、社会心理的和人格心理学，特别是宗教信仰和思想体系方面的心理学以及个人性格的评估和改进。
彼得森在加拿大艾伯塔省费尔维尤市长大。他先后获得阿爾伯塔大學的政治学学士（1982）和心理学学士学位（1984）。于1991年获得麦吉尔大学临床心理学专业的博士学位。他在麦吉尔留任博士后两年，之后移居马萨诸塞州并在哈佛大学心理学系担任助理和副教授。1998年，他以正教授的身份在多倫多大學任教。
1999年他出版了著作《意义的地图：信仰的构造》，在书中他使用多个学术领域的知识，来验证和描述宗教信仰和神话系统的结构，包括信仰和神话如何调节情绪，创造意义以及其导致种族灭绝的动机。
他在2018年1月23日发布了第二本著作《生命的十二法则：解决混乱的灵药》（12 Rules for Life: An Antidote to Chaos）。
2016年，彼得森在他的YouTube频道发布了一系列影片，他批评了政治正确和加拿大政府的C-16法案(An Act to amend the Canadian Human Rights Act and the Criminal Code ,Bill C-16)，認為此法案嚴重地壓迫言論自由，随后他受到了一系列的媒体报道。
2018年1月，彼得森受邀到英國第四頻道新聞台(Channel 4 News)與女主持人Cathy Newman談論關於女權與其他議題。
2023年1月，安大略省心理學家學院裁定，由於彼得森在Twitter和喬·羅根體驗播客上發表的評論，他應該接受強制性社交媒體溝通再培訓，否則將面臨失去執照的風險。作為回應，彼得森向安大略省地方法院申請司法審查，要求撤銷學院的裁決，因為他的評論不是在治療患者的背景下發表的。彼得森得到時任加拿大官方反對黨領袖和保守黨黨魁博勵治辯護：「在一個自由的國家，專業人士不應該因為表達了與政府授權的許可機構相反的政治觀點而失去工作和執照。」